# Vulpino-italiano
A vulpino-italiano (em italiano:  volpino italiano) é uma raça canina oriunda da Itália, semelhante ao lulu-da-pomerânia devido às suas aparências que lembram raposas. Cão desenvolvido no século XVII, é ainda menos famoso que seu sósia da região Norte. Bons também como cães de guarda, eram os animais favoritos das senhoras da Renascença, que os enfeitavam com pulseiras de marfim. De pelagem totalmente branca, é um canino pequeno que pode atingir os 5 kg e tem o adestramento considerado fácil para donos inexperientes.